# Swat (rzeka)
Swat (urdu: دریائے سوات) – rzeka w Pakistanie, wypływająca z Hindukuszu, w prowincji Swat w Dolinie Swat, lewy dopływ rzeki Kabul.